# Jan Krizek
Jan Krizek (Jan Křížek),  né le 31 juillet 1919 à Dobroměřice (Tchécoslovaquie) et mort le 9 février 1985  à Goulles (Corrèze, France) est un sculpteur d'origine tchécoslovaque. Il est apparenté au mouvement surréaliste et à l'art brut. 

## Biographie
Jan Krizek après ses études à l'Académie des beaux-arts de Prague émigre à Paris après la seconde guerre mondiale. Il expose  ses œuvres dès 1948. Il rencontre Picasso, Charles Estienne, correspond avec  André Breton et participe au groupe surréaliste.
Dénoncé comme sans papier, il doit fuir Paris avec sa femme et se réfugie en Corrèze en 1962 où il construit une très modeste maison en bois.
Sa femme, Jirina, est décédée en 2010.
Sa production a été léguée au Fonds régional d'art contemporain du Limousin.

## Expositions
- 2009  Jan Krizek , œuvres graphiques et sculptures à la galerie de l'école supérieure d'arts de Brest du 3 au 30 avril 2009

## Œuvres
- Sans titre, pierre calcaire, musée des Beaux-Arts de Brest.